# Xenelaphis ellipsifer
Xenelaphis ellipsifer — вид змій родини полозових (Colubridae). Мешкає в Південно-Східній Азії It has a yellow upper lip..

## Опис
Xenelaphis ellipsifer — велика змія довжиною до 2,5 м. Морда округла, голова відділена від шиї, очі великі, круглі. Верхня частина тіла оранжево-червона, вздовж тіла розташовані великі квадратні коричневі плями з чорними краями, розділені кремовими смугами. Верхня губа жовта.

## Поширення і екологія
Xenelaphis ellipsifer мешкають на Малайському півострові, на Суматрі та на заході Калімантану, на території Малайзії та Індонезії. Вони живуть у вологих рівнинних і гірських тропічних лісах та в заболочених лісах, на висоті від 200 до 1100 м над рівнем моря. Ведуть водний спосіб життя, живляться дрібними хребетними.